# Trần Đình Thâm
Trần Đình Thâm (chữ Hán: 陳廷深, ? - ?), còn được gọi là Trần Đình Thám, hay Trần Đình Tham , hiệu: Hủ Phố, là nhà thơ và là quan nhà Trần trong lịch sử Việt Nam.

## Tiểu sử
Trần Đình Thâm là người làng Phúc Đa, xã Chí Tri, huyện Đông Triều (nay thuộc Quảng Ninh).
Năm Giáp Dần (1374) đời Trần Duệ Tông, ông thi đỗ Thám hoa, được bổ chức quan, lần lượt trải đến chức Trung thư thị lang, kiêm tri thẩm hình viện sự.
Tháng 9 (âm lịch) năm Đinh Tỵ (1377), Trần Đình Thâm được cử sang cáo phó với nhà Minh (Trung Quốc), nói là Trần Duệ Tông đi tuần biên giới bị chết đuối (thực ra là bị quân Chiêm Thành giết tại trận) và báo tin lập vua nối ngôi.
Sách Đại Việt sử ký toàn thư (Bản kỷ, Quyển VII) kể:
...Người nhà Minh từ chối, lấy cớ là có ba thứ chết không có lễ viếng là chết vì sợ, chết vì bị đè, chết đuối. Đình Thám cãi lại, cho là người Chiêm gây loạn quấy nhiễu biên cương, còn Duệ Tông có công chống nạn cứu dân sao lại không viếng. Bấy giờ vua Minh đang có âm mưu thôn tính nước ta, định lợi dụng sơ hở đó. Thái sư Lý Thiện Trường can rằng: "Em chết vì nạn nước mà anh lập con của em lên, xem việc người như vậy, thì có thể biết được mệnh trời". Việc ấy bèn bỏ đi .
Tháng 2 (âm lịch) năm Canh Thìn (1400), Hồ Quý Ly truất ngôi của cháu ngoại là Trần Thiếu Đế, tự lập làm vua, Trần Đình Thâm bèn giả điếc, bị trung thừa là Đồng Thức tố giác, phải giáng làm Đồng giám tu quốc sử bí thư giám.
Trần Đình Thâm mất năm nào không rõ.

## Tác phẩm
Sinh thời, Trần Đình Thâm có làm thơ, nhưng đã thất lạc hết, hiện chỉ còn lại 2 bài thơ chữ Hán chép trong Toàn Việt thi lục do Lê Quý Đôn biên tập. Giới thiệu 1 bài:
| Nguyên tác: 題秋江送別圖 江樹晴更濃， 江波綠未已。 離思浩難收， 滔滔寄江水。 | Phiên âm Hán–Việt: Đề thu giang tống biệt đồ Giang thụ tình cách nùng, Giang ba lục vị dĩ. Ly tứ hạo nan thu, Thao thao ký giang thủy. | Dịch nghĩa: Đề tranh đưa tiễn trên sông thu Trời tạnh cây bên sông càng thêm đậm, Sóng trên sông màu xanh vỗ không ngừng. Nỗi nhớ lúc xa nhau mênh mông khó nói hết, Đành gửi theo dòng sông cuồn cuộn trôi. |

## Khen ngợi
Sử thần Ngô Sĩ Liên nói: Kẻ sĩ lúc bé di học, là muốn biết những điều mình sẽ làm, lớn lên đi làm, là làm những điều mình đã học. "Học ba trăm bài thơ trong Kinh Thi, đi sứ bốn phương không làm nhục mệnh vua. (Trần) Đình Thám được như vậy đó. Huống chi gặp thời buổi tiếm vị, cướp ngôi, lại biết tự giấu mình để tránh quyền vị, thì thực đáng gọi là kẻ sĩ, đáng coi là không phụ với học vấn của mình vậy!

## Sách tham khảo
- Ngô Sĩ Liên, Đại Việt sử ký toàn thư (Tập II, bản dịch). Nhà xuất bản khoa học xã hội, Hà Nội, 1985. Bản điện tử ở đây:  Lưu trữ ngày 24 tháng 9 năm 2015 tại Wayback Machine
- Nguyễn Đăng Na, Văn học thế kỷ X-XIV (mục "Trần Đình Thâm"). Nhà xuất bản khoa học xã hội, Hà Nội, 2004.